# ریسا رابا

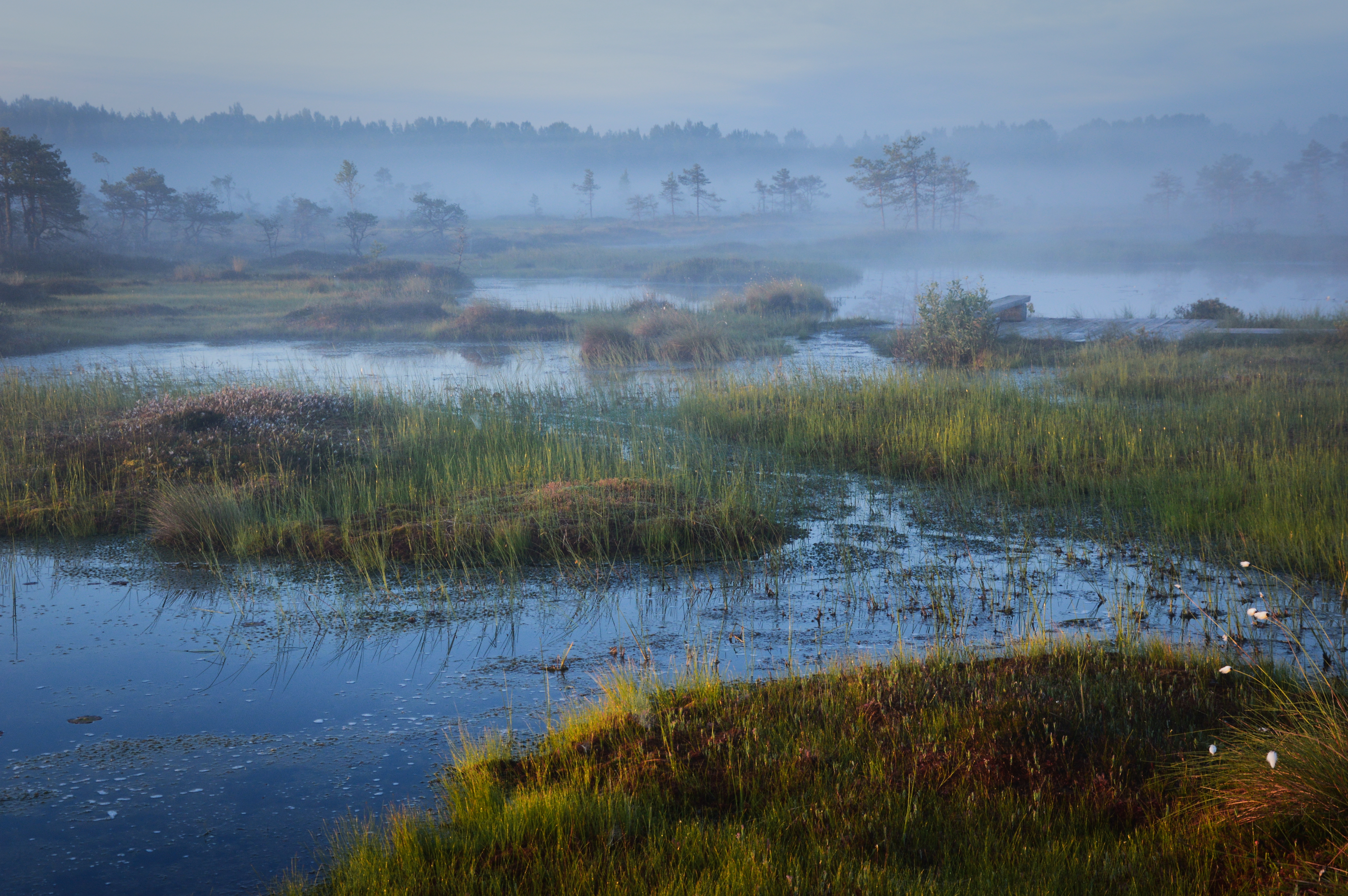
ریسا رابا

ریسا رابا (به استونیایی: Riisa raba) تالاب و یک خلاش گنبدی‌شکل در شهرستان پارنو، استونی است. رودخانه نووستی از این گیلاب می‌گذرد. مساحت این تالاب در حدود ۱۰۰۰ هکتار است.